# Craig Janney
Craig Harlan Janney, född 26 september 1967 i Hartford, Connecticut, är en amerikansk före detta professionell ishockeyspelare. Janney spelade i NHL åren 1987–1999 för Boston Bruins, St. Louis Blues, San Jose Sharks, Winnipeg Jets, Phoenix Coyotes, Tampa Bay Lightning och New York Islanders. På 760 grundseriematcher i NHL samlade Janney ihop 751 poäng. I slutspelet gjorde Janney 110 poäng på 120 matcher.

## Karriär
Craig Janney var som framgångsrikast under sina sju första säsonger i NHL med Boston Bruins och St. Louis Blues. Med Boston Bruins spelade han Stanley Cup-final två gånger, 1988 samt 1990, men båda gångerna förlorade Bruins mot Edmonton Oilers. I Bruins spelade Janney som center bredvid högerforwarden
Cam Neely, med Janney oftast i rollen som spelskicklig framspelare och Neely som kraftfull målskytt.
7 februari 1992 bytte Boston Bruins bort Janney och backen Stephane Quintal till St. Louis Blues mot Adam Oates. I St. Louis fick Janney chansen att spela tillsammans med en annan målspruta i Brett Hull. Säsongen 1992–93 noterade Janney sin poängmässigt bästa säsong i NHL då han gjorde 106 poäng på 84 matcher.

## Statistik

### Klubbkarriär
| 1985–86    | Boston College      | NCAA       | 34  | 13  | 14  | 27  | 8   | —   | —  | —  | —   | —  |
| 1986–87    | Boston College      | NCAA       | 37  | 28  | 55  | 83  | 6   | —   | —  | —  | —   | —  |
| 1987–88    | Boston Bruins       | NHL        | 15  | 7   | 9   | 16  | 0   | 23  | 6  | 10 | 16  | 11 |
| 1988–89    | Boston Bruins       | NHL        | 62  | 16  | 46  | 62  | 12  | 10  | 4  | 9  | 13  | 21 |
| 1989–90    | Boston Bruins       | NHL        | 55  | 24  | 38  | 62  | 4   | 18  | 3  | 19 | 22  | 2  |
| 1990–91    | Boston Bruins       | NHL        | 77  | 26  | 66  | 92  | 8   | 18  | 4  | 18 | 22  | 11 |
| 1991–92    | Boston Bruins       | NHL        | 53  | 12  | 39  | 51  | 20  | —   | —  | —  | —   | —  |
| 1991–92    | St. Louis Blues     | NHL        | 25  | 6   | 30  | 36  | 2   | 6   | 0  | 6  | 6   | 0  |
| 1992–93    | St. Louis Blues     | NHL        | 84  | 24  | 82  | 106 | 12  | 11  | 2  | 9  | 11  | 0  |
| 1993–94    | St. Louis Blues     | NHL        | 69  | 16  | 68  | 84  | 24  | 4   | 1  | 3  | 4   | 0  |
| 1994–95    | St. Louis Blues     | NHL        | 8   | 2   | 5   | 7   | 0   | —   | —  | —  | —   | —  |
| 1994–95    | San Jose Sharks     | NHL        | 27  | 5   | 15  | 20  | 10  | 11  | 3  | 4  | 7   | 4  |
| 1995–96    | San Jose Sharks     | NHL        | 71  | 13  | 49  | 62  | 26  | —   | —  | —  | —   | —  |
| 1995–96    | Winnipeg Jets       | NHL        | 13  | 7   | 13  | 20  | 0   | 6   | 1  | 2  | 3   | 0  |
| 1996–97    | Phoenix Coyotes     | NHL        | 77  | 15  | 38  | 53  | 26  | 7   | 0  | 3  | 3   | 4  |
| 1997–98    | Phoenix Coyotes     | NHL        | 68  | 10  | 43  | 53  | 12  | 6   | 0  | 3  | 3   | 0  |
| 1998–99    | Tampa Bay Lightning | NHL        | 38  | 4   | 18  | 22  | 10  | —   | —  | —  | —   | —  |
| 1998–99    | New York Islanders  | NHL        | 18  | 1   | 4   | 5   | 4   | —   | —  | —  | —   | —  |
| NHL totalt | NHL totalt          | NHL totalt | 760 | 188 | 563 | 751 | 170 | 120 | 24 | 86 | 110 | 53 |